# Claudito Sunshine (álbum)
Claudito Sunshine es el cuarto álbum de estudio de DrefQuila publicado el 19 de noviembre de 2021 bajo la distribución y producción del sello Warner Music Latina, el disco contiene doce (12) títulos en los cuales se encuentran destacados sencillos como «Sin Sentimiento», «Bonita Vida», entre otros.
Los sencillos de promoción fueron la canción «Túnel» estrenada en julio de ese mismo año y posteriormente «Otro Hook».

“Claudito Sunshine nace de una búsqueda muy personal, un desbloqueo. Es un álbum más alegre y versátil que me permite ser lo que yo soy. No me considero un artista urbano, sino un artista a secas. El disco me sirvió para quitarme la barrera de los géneros y los ritmos y abrir el corazón con letras más sinceras. Mis álbumes siempre están más cercanos al romanticismo, no lo puedo negar, porque eso es lo que soy“.
DrefQuila para Billboard Argentina

## Lista de canciones
| N.º | Título                           | Productor(es)         | Duración |  |
| 1.  | «Acelera» (Drefquila)            | Drefquila             | 2:36     |  |
| 2.  | «Túnel» (Drefquila)              | Drefquila             | 3:44     |  |
| 3.  | «Bonita Vida» (Drefquila)        | Drefquila             | 3:22     |  |
| 4.  | «Casita en el árbol» (Drefquila) | Drefquila, B dom      | 3:16     |  |
| 5.  | «Antes del desayuno» (Drefquila) | Drefquila             | 3:25     |  |
| 6.  | «Like That» (Drefquila)          | Drefquila             | 3:24     |  |
| 7.  | «Tiempo y Space» (Drefquila)     | Drefquila, Efesoul    | 3:13     |  |
| 8.  | «Sin Sentimiento» (Drefquila)    | Drefquila, Young High | 3:07     |  |
| 9.  | «Qué onda» (Drefquila)           | Drefquila             | 3:14     |  |
| 10. | «Misterio» (Drefquila)           | Drefquila             | 3:23     |  |
| 11. | «Despreocupao» (Drefquila)       | Drefquila             | 3:19     |  |
| 12. | «Otro Hook» (Drefquila)          | Drefquila             | 2:51     |  |